# تاتوبي الأسبوعية
'' تاتوبی أسبوعي (بالباشتو ټاټوبی اوونيزه') (بالإنجليزية Tatobay Weekly) هي صحيفة أسبوعية باللغة البشتونية مقرها في كابول، أفغانستان، التي تغطي الصحة السياسية والاجتماعية والرياضة، والفن، والمواضيع الثقفية واستعراض الأخبار من الأسبوع. تأسست في عام 2006 كجريدة الصفحة السادسة بالألوان الكاملة مع التوزيع في كابول وقندهار وارزكان وهلمند وزابول وغازني في أفغانستان وكويتا، شامان، ومنطقة کچلاک باكستان. أسس الصحيفة عبد الحليم حلميار والمحرر العام للقوات المسلحة هو عزة الله زكي.

## الروابط الخارجية
- الموقع الرسمي - تاتوبی الأسبوعية نسخة محفوظة 14 أغسطس 2012 على موقع واي باك مشين.
- قندهار مدينة دبي للإعلام (2010)